# Gunnar Larsson (simmare)

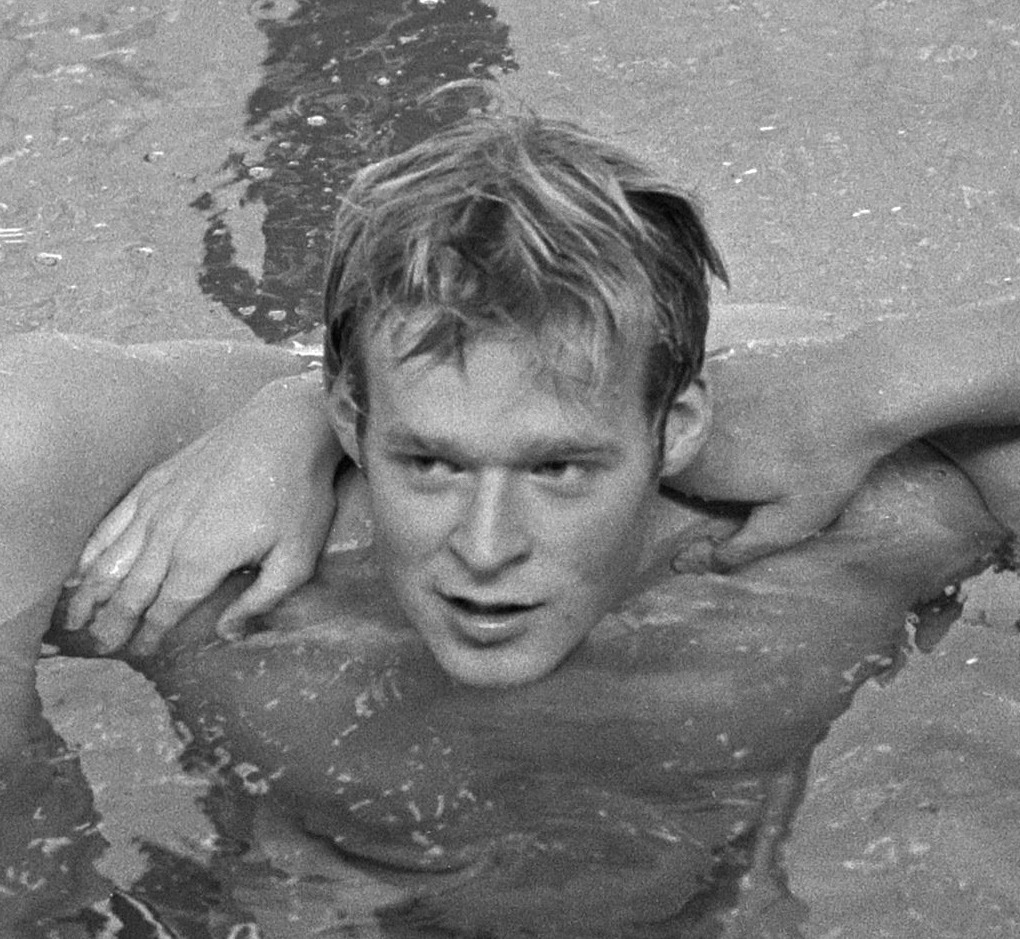
Gunnar Larsson 1970.

Carl Gunnar Larsson, född 12 maj 1951 i Malmö, är en svensk före detta simmare på elitnivå. Han erövrade två guld vid Olympiska Sommarspelen 1972 i München, på 200 meter medley samt 400 meter medley. Han tog även guld vid världsmästerskapen 1973 i Belgrad på 200 meter medley och satte under sin karriär tre världsrekord. Larsson belönades 1970 med Bragdguldet och invaldes 1979 i International Swimming Hall of Fame.
Gunnar Larssons seger på 400 meter medley vid OS 1972 gjordes med en marginal på två tusendelar. Efter turneringen avskaffades tusendelarna som medaljavskiljare inom internationell tävlingssimning.

## Biografi

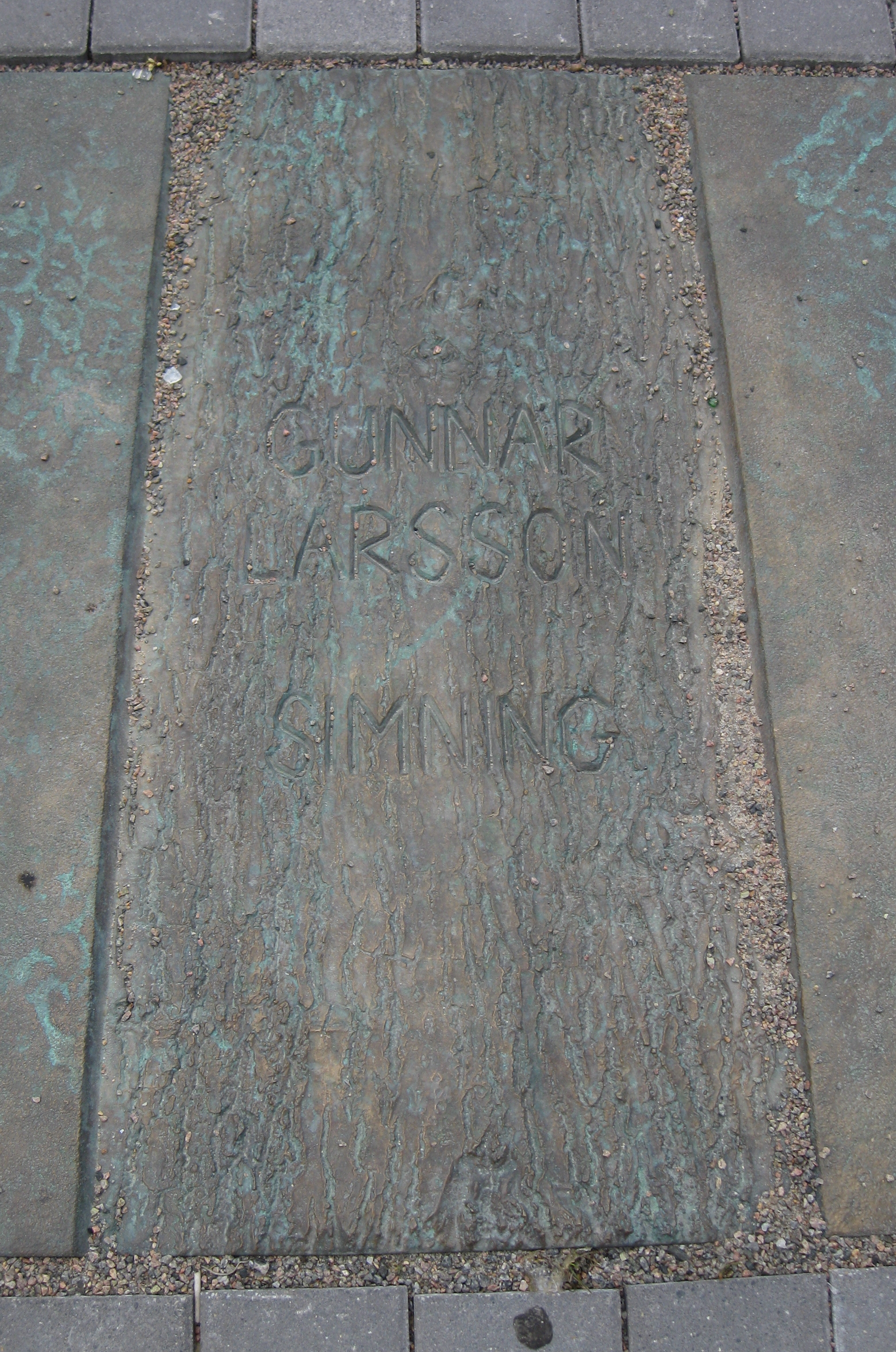
Gunnar Larssons platta på Idrottens Walk of Fame i Malmö.

### Bakgrund
Gunnar Larsson föddes 1951 i Malmö. Han har varit bosatt i Malmö, Long Beach (USA), Malmö, Long Beach, Halmstad, Stockholm samt Västerås. Simsporten fanns i familjen, eftersom Gunnar var yngre bror till de framgångsrika simmande systrarna Karin (född 1941) och Kristina (född 1944). Karin Larsson nådde som bäst sjätteplats i OS, som medlem av lagkappslagen på 4x100 meter frisim både vid OS 1956 och 1960. Den yngre systern Kristina blev å sin sida sjua på 100 meter fjärilsim vid OS 1960 och sexa som medlem av lagkappslaget – vid sidan av Karin – på 4x100 meter frisim vid samma tävlingar.
Gunnar Larsson började träna simning i Malmöklubben SK Ran, där även systrarna fanns. Så småningom bytte han till Malmö Simsällskap, där han till en början nådde störst framgångar inom ryggsim och därefter 1 500 meter frisim.

### Tidig simkarriär
1966 debuterade Gunnar Larsson, som 14-åring, i sim-SM på kort bana (inomhus) i Helsingborg. Han nådde sjätteplats på 200 meter ryggsim. Senare samma år simmade han 1 500 meter frisim på långbane-SM i Stockholm och nådde där en fjärdeplats.
Hösten samma år blev han även uttagen i svenska landslaget för första gången, i en ungdomslandskamp mot DDR i Magdeburg. Under landskampen erövrade Gunnar Larsson sin första seger – på 400 meter frisim.
Larsson tog sina första SM-medaljer 1967. Det året blev han inomhus blev tvåa på 200 meter ryggsim och utomhus trea på 400 meter och tvåa på 1 500 meter. Året efter deltog han i sommar-OS i Mexico City, där sjuttonåringen dock som bäst nådde en åttondeplats, som del av Sverige lagkappslag på 4x200 meter frisim.
1970 erövrade han fyra medaljer vid Europamästerskapen i Barcelona – tre guld och ett silver. Han satte under detta mästerskap två världsrekord, på 200 m medley respektive 400 m frisim. För dessa framgångar tilldelades han samma år Svenska Dagbladets bragdmedalj.

### OS-året 1972
Trots de tidigare världsrekorden och mästerskapsgulden nådde Gunnar Larsson sina största framgångar 1972. Vid sommarens olympiska spel i München nådde han final vid båda sina specialdistanser 200 och 400 meter medley. Och i båda fallen avgick han med segern.

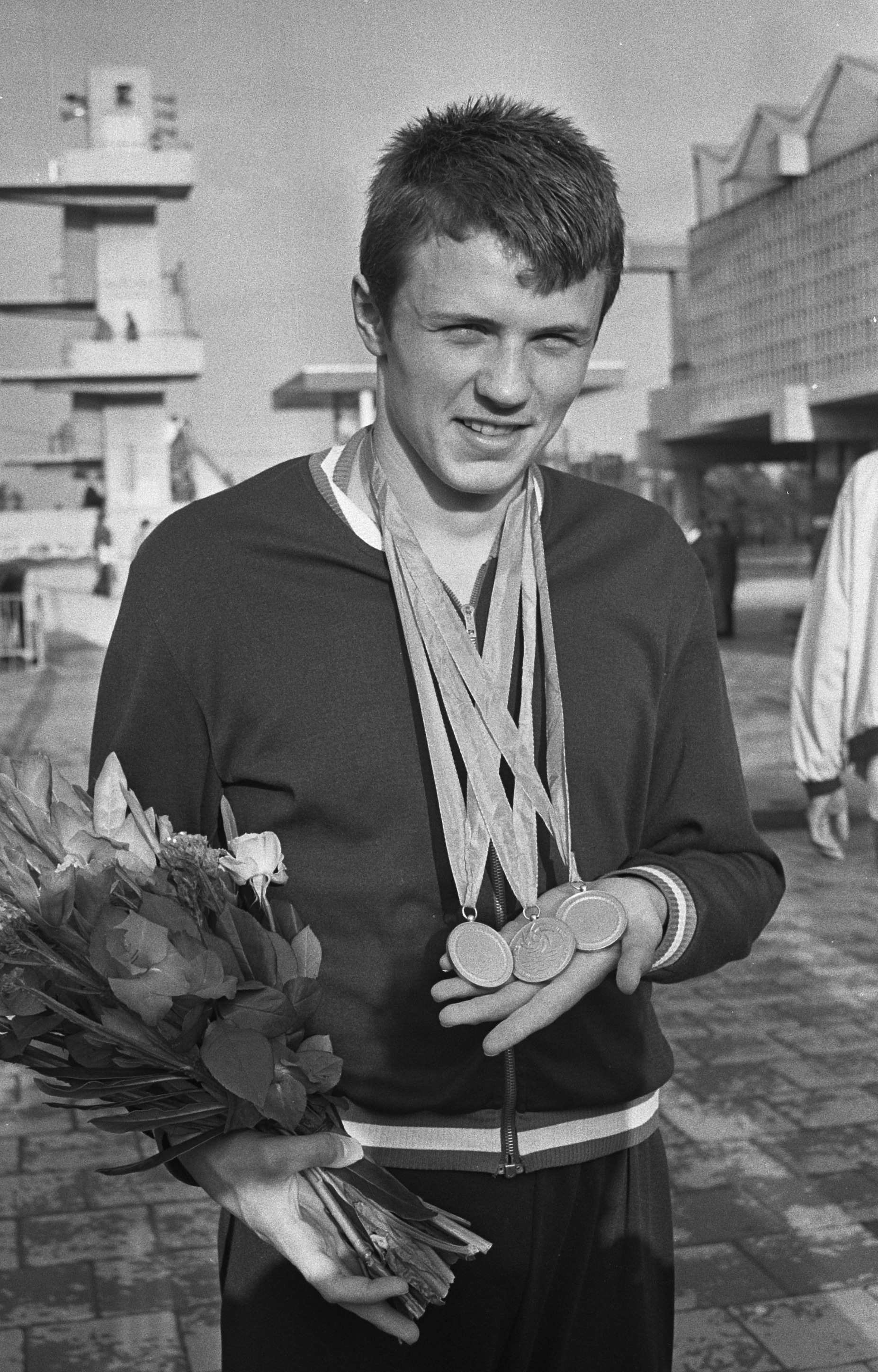
András Hargitay, bronsmedaljör på 400 meter medley i OS 1972, där Gunnar Larsson vann med två tusendelars marginal.

OS-guldet på 400 meter medley vanns 30 augusti, i hård kamp Tim McKee från USA. Den officiella resultattavlan visade de åtta första minuterna efter loppet tiden 4:31,98 på båda simmarna, och man antog att förstaplatsen skulle delas. Efter långvariga konsultationer beslöt domarna dock att dra nytta av mätutrustningen, som kunde notera skillnader i tusendelar. Det officiella och inte helt okontroversiella slutresultatet på den olympiska prispallen blev därmed:
 Gunnar Larsson, Sverige, 4:31,981
 Tim McKee, USA, 4:31,983
 András Hargitay, Ungern, 4:32,70
Inför loppet var McKees landsman Gary Hall favorit. Denne hade bland annat noterat de senaste fyra världsrekorden på distansen. Hall ledde efter det inledande fjärilsimmet, klart före ungraren Hargitay. Därefter följde ryggsimmet, där Hall och ytterligare distanserade Hargitay, medan svensken Larsson var en halv bassänglängd efter. Sedan kom bröstsim, vilket var Larssons bästa och Halls sämsta distans. McKee övertog ledningen efter 275 meter, samtidigt som Hall stumnade och avslutade loppet på en fjärdeplats. Efter 325 hade Larsson kommit ikapp även ledande McKee gått upp i en knapp och osäker ledning. De båda simmarna avslutade sista längden in mot kaklet sida vid sida.
Tidsavståndet mellan Larssons och McKees handisättningar i kaklet motsvarar tiondelen av en ögonblinkning och betecknades av Guinness rekordbok som världens jämnaste simlopp. Marginalen var så liten att den skulle ha kunnat orsakas av att bassängen var sned, det vill säga att banorna inte var exakt lika långa. Efter denna händelse förändrades reglerna inom internationell simning, och tiderna räknas numera bara i hundradels sekunder. Ändringen gjordes med hänvisning till att finalloppet 1972 kunde ha avgjorts av att den ena banan varit målad med ett ytterligare lager färg.
Tim McKee vann under sin karriär tre olympiska silver, inklusive andraplats på 400 meter medley i OS-finalen 1976. Det tredje silvret erövrade han 1972, fyra dagar senare efter holmgången på 400 meter medley. I medleyfinalen på halva distansen fick han på nytt se sig slagen av Gunnar Larsson, den här gången med en hel sekund. Både McKee och Larsson har sedermera blivit invalda i International Swimming Hall of Fame.
Under tävlingarna deltog Gunnar Larsson även i tre andra simgrenar. Han var medlem i lagkappslaget på 4x200 meter frisim, där Sverige blev fyra i finalen. Dessutom ställde han upp i medleylagkappen på 4x100 meter och 400 meter frisim; i båda fallen slogs han ut i tidigare omgångar.

### Övriga simframgångar
Han erövrade tre år i rad – 1970, 1971 och 1972 – "Rundtursguldet" (Skåneguldet). Han tränade och tävlade också i USA, där han på öppna amerikanska mästerskapen 1970 fick silver på både 200 och 400 yards medley och året därpå vann båda distanserna. Hos International Swimming Hall of Fame, där Larsson valdes in 1979, är han en av Sveriges två bästa simmare genom tiderna (tillsammans med Arne Borg). Vid både Long Beach State University och Harvard University tränades han av Don Gambril; Gambril var även tränare för Mark Spitz.

### Efter simkarriären
Larsson avslutade sin aktiva karriär efter världsmästerskapen 1973; en av orsakerna var att IOK till sommar-OS 1976 planerade att plocka bort Larssons favoritgren 200 meter medley ur programmet. Därefter var han under 30 år expertkommentator vid Sveriges Radio.
1975 tog Gunnar Larsson examen vid GIH (Gymnastik- och Idrottshögskolan). Han var också under några år verksam som tränare (för Västerås Simsällskap till 1978) och arbetade fram till 1985 parallellt som gymnastiklärare. Larsson har också suttit i Svenska Simförbundets styrelse.
Gunnar Larsson var den första att bära den olympiska elden när den var på genomresa genom Stockholm inför OS i Aten 2004. Han startade i närheten av Sollentuna kyrka där vändpunkten från 1912 års upplaga av Stockholm Maraton står.
På senare år har Larsson även varit verksam utanför idrotten. Han drev två McDonald's-restauranger i Eskilstuna fram till 1998, och därefter gjorde han konsultuppdrag åt McDonald's fram till 2002. Han var 2012 fortfarande bosatt i Mälarregionen.
2012 ställde Gunnar Larsson upp i SVT:s tävlingsprogram Mästarnas mästare.

## Familj
Gunnar Larsson är sedan 1979 gift med Marianne Ekelund Larsson. Paret har tre barn tillsammans.

## Meriter

### Idrottsframgångar[1]
- OS – finalsimning på 4x200 m frisim 1968; guld på 200 och 400 m medley samt fjärdeplats på 4x200 m frisim 1972
- VM – guld på 200 m medley och femma på 4x200 m frisim 1973
- EM – guld på 200 och 400 m medley samt 400 m fritt och silver på 200 m frisim 1970
- SM – 32 stycken guld i simning
- Världsrekord – 400 m frisim 1970, 200 m medley 1970, 200 m medley 1972
- Övriga rekord – 8 Europarekord och 150 svenska rekord

### Utmärkelser[1]
- 1969 – Stor grabb
- 1970 – Bragdguldet
- 1970, 1972 – Brunnhages Trofé
- 1979 – invald i International Swimming Hall of Fame[15]
- 1970, 1971, 1972 – Rundtursmedaljen
- 1999 – Århundradets störste skånske idrottsman

## Källhänvisningar
1. 1 2 3 4 5 6 7 8 9 10 11 12 13  Hultén, Bo: "Gunnar Larsson – den störste genom tiderna" (ursprungligen publicerad i Skånsk idrotts historia 2005). Simma.nu. Läst 18 september 2014.
2. ↑  "Karin Larsson". Arkiverad 20 juli 2012 hämtat från the Wayback Machine. sports-reference.com. Läst 6 juli 2015. (engelska)
3. ↑  "Kristina Larsson". Arkiverad 20 juli 2012 hämtat från the Wayback Machine. sports-reference.com. Läst 6 juli 2015. (engelska)
4. ↑  "Gunnar Larsson". Arkiverad 6 oktober 2014 hämtat från the Wayback Machine. sports-reference.com. Läst 6 juli 2015. (engelska)
5. 1 2  "Historiska avdelningen". Malmosim.nu. Läst 18 september 2014.
6. ↑  "Gunnar LARSSON". Les-sports.info. Läst 18 september 2014. (franska)
7. ↑  "Bragdmedaljörer genom tiderna". Svd.se. Läst 18 september 2014.
8. 1 2  "Gunnar Larsson". Arkiverad 6 oktober 2014 hämtat från the Wayback Machine. sports-reference.com. Läst 6 juli 2015. (engelska)
9. 1 2  "Gunnar Larsson and Tim McKee - Swimming". olympic.org. Läst 6 juli 2015. (engelska)
10. 1 2  "Swimming at the 1972 München Summer Games: Men's 400 metres Individual Medley". Arkiverad 3 november 2009 hämtat från the Wayback Machine. sports-reference.com. Läst 6 juli 2015. (engelska)
11. 1 2  "TIM MCKEE (USA)". Arkiverad 9 februari 2021 hämtat från the Wayback Machine. ishof.org. Läst 6 juli 2015. (engelska)
12. ↑  "Tim McKee". Arkiverad 27 augusti 2011 hämtat från the Wayback Machine. sports-reference.com. Läst 6 juli 2015. (engelska)
13. ↑  "Tvåan Tim McKee – en dålig förlorares bästa tröst". hd.se, 2015-03-28. Läst 6 juli 2015.
14. ↑  "Redlands Daily Facts from Redlands, California · Page 8". Newspapers.com. Läst 18 september 2014. (engelska)
15. 1 2  "GUNNAR LARSSON (SWE)". Arkiverad 7 juli 2015 hämtat från the Wayback Machine. ishof.org. Läst 6 juli 2015. (engelska)
16. 1 2  Gustafsson, Martin (2012-05-06): "– Jag har sökt 100 jobb". aftonbladet.se. Läst 16 juni 2015.
17. ↑  "Kända och okända löpare i fackelstafett". Arkiverad 6 juli 2015 hämtat från the Wayback Machine. sok.se, 2004-06-29. Läst 6 juli 2015.
18. ↑  "Stjärnspäckat startfält inför fackelstaffeten". expressen.se. Läst 6 juli 2015.